# Переславский технопарк
Переславский технопарк — комплекс производственных и инновационных научно-исследовательских и компаний (резидентов), расположенный в Ярославской области. Его территория организована специально для размещения новых производств. «Переславский технопарк» представляет собой комплекс с готовыми производственными, офисными и складскими площадями, развитой инфраструктурой и необходимыми коммуникациями для размещения производственных предприятий.
ООО «Переславский технопарк» создан в 2006 году на базе инфраструктурных активов ОАО «Компания «Славич». Акционерами компании в рамках развития проекта было осуществлено инвестирование в развитие инфраструктуры площадки — котельной и парогенераторов, произведен капитальный и текущий ремонт части основных производственных зданий и сооружений, проведены работы по замене части энергетического оборудования. открыт склад временного хранения, отремонтированы железнодорожные пути.
- Общая площадь территории предприятия — 250 га
- Площадь зданий и сооружении — 200 000 м²

Территориально «Переславский технопарк» расположен на федеральной автодороге М8 «Москва — Ярославль» в 135 км от столицы.

Адрес: Ярославская область, город Переславль-Залесский, площадь Менделеева, владение 2.

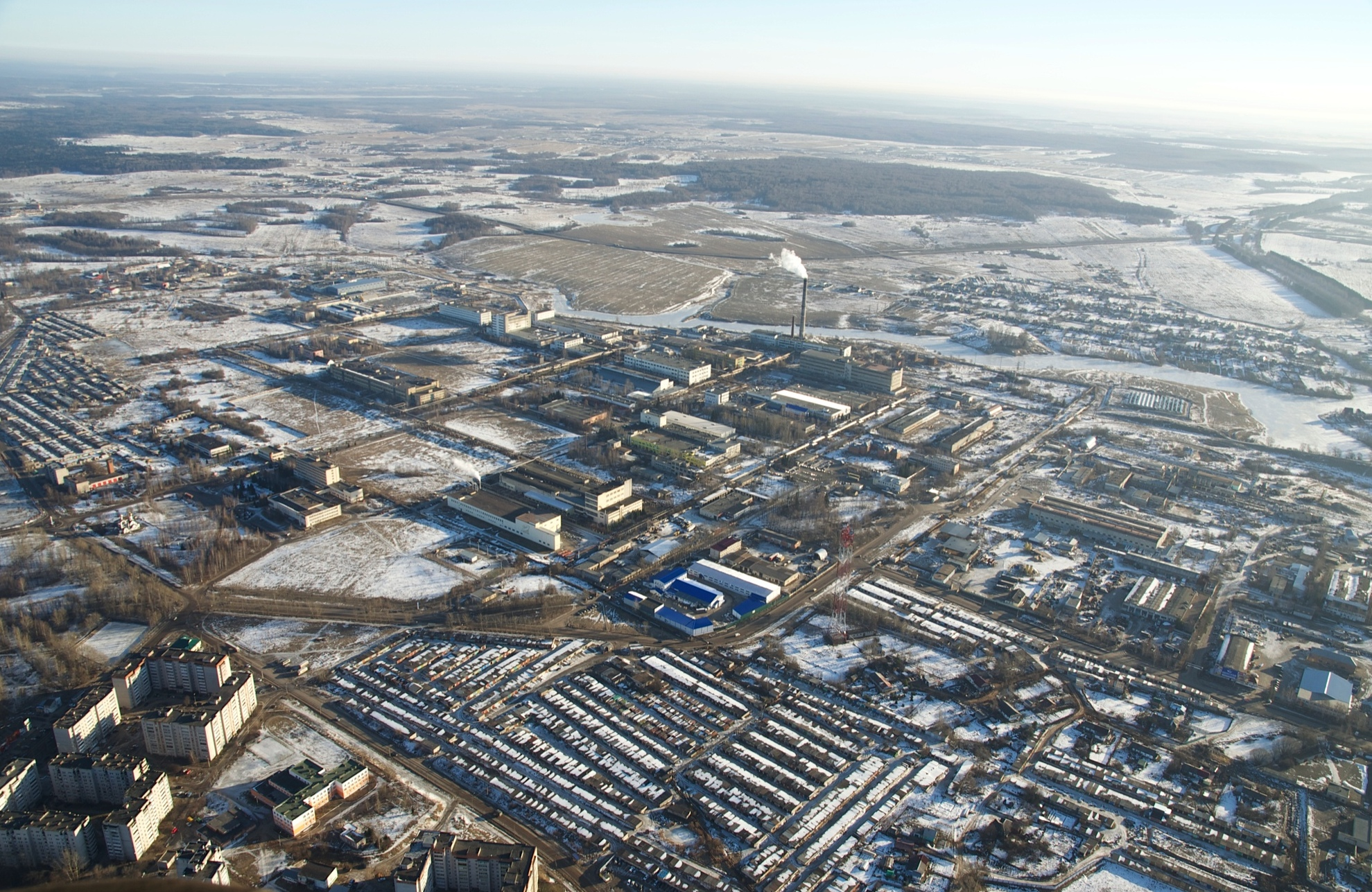

## Основные виды деятельности
Девелопмент; аренда производственных, складских и офисных помещений; продажа земельных участков под промышленное развитие; оказание всех видов логистических услуг; бизнес-инкубатор и организация инновационных производств.

## Создание новых производств
Складской комплекс «Переславского технопарка» включает в себя склад ответственного хранения с прямыми подъездными авто- и ж/д путями, а также склад временного хранения (СВХ) с таможенным постом и кабинетом инспектора. Общая площадь складских помещений — около 80 000 кв.м.

«Переславский технопарк» имеет значительный ресурсный потенциал для поддержки проектов: энергоснабжение, водоснабжение, собственная котельная, канализация, телекоммуникации.

## Резиденты «Переславского технопарка»
Общее число резидентов технопарка на сегодняшний день — 135, из них около 10 % составляют иностранные компании.
Общее количество людей, работающих на площадке технопарка — около 3000 человек.

## История развития «Переславского технопарка»

### 2006 год
- Создание «Переславского технопарка» на базе активов [[:ОАО «Компании Славич»]]

### 2007 год
- Расширение и обустройство территории «Переславского технопарка»

### 2008 год
- Заключение соглашения с НЦЧ РАН о сотрудничестве с бизнес-инкубатором в г. Черноголовка, а также о совместных программах по развитию инновационного бизнеса в Технопарке.

### 2009 год
- Разработка и утверждение городской целевой программы «Создание на территории муниципального образования города Переславль-Залесский технопарка в сфере высоких технологий на период 2009—2020 годы».
- Директором «Переславского технопарка» назначен Дмитрий Анатольевич Черечукин.

### 2010 год
- Выход «Переславского технопарка» на международный уровень. В Переславле-Залесском началось сотрудничество с зарубежными партнёрами. Руководством ОАО «Компания Славич» было принято решение о партнёрском взаимодействии «Переславского технопарка» с UTTAR DEVELOPMENT (P) Ltd- одной из ведущих компаний Индии.
- Генеральным директором «Переславского технопарка» назначен Алок Кумар, активный член нескольких международных общественных организаций: Международного Конгресса промышленников и предпринимателей, Международного Открытого Делового Клуба Европы, совета Gerson Lehrman Group Councils. Занимавший ранее эту должность Дмитрий Анатольевич Черечукин назначен исполнительным директором компании.
- «Переславский технопарк» вошёл в состав группы компаний «Инпарк», президентом которой является Илья Юрьевич Шпуров.
- «Переславский технопарк» инвестировал более 7 млн евро в инфраструктуру города Переславль-Залесский. 1 декабря 2010 г. в рамках Ярославского экономического форума «Переславский технопарк» подписал контракт с дистрибутором всемирно известного производителя отопительного оборудования «Вольф» компанией «Энерго Девелопмент». Контракт подразумевает поставку немецкого отопительного и когенерационного оборудования для полной модернизации котельной «Переславского технопарка», которая обеспечивает теплом около 80 % населения города Переславль-Залесский.
- Открыт склад временного хранения.

### 2011 год
- В «Переславском технопарке» прошёл Первый международный форум, организованный Международным Конгрессом промышленников и предпринимателей (МКПП) при содействии Правительства Ярославской области и Администрации города Переславль-Залесский, на котором присутствовали делегации из 13 стран.
- В «Переславском технопарке» открылся крупнейший в Восточной Европе завод по производству теплоизоляции Rols Isomarket.

### 2012 год
- В «Переславском технопарке» начал работать таможенный пост. В соответствии с приказом ФТС России от 22.12.2011 № 2602 с 23 января 2012 года Переславский таможенный пост Ярославской таможни приступил к работе в помещениях, предоставляемых ООО «Переславский технопарк» по новому адресу: 152025, Ярославская обл., г. Переславль-Залесский, пл. Менделеева, д.2, корп.100.

### 2013 год
- «Переславский технопарк» продолжает развивать международные отношения. Проекты «Переславского технопарка» были представлены на Международном бизнес-форуме в Объединённых Арабских Эмиратах.
- Резидента «Переславского технопарка», инновационную компанию «DESA», на международной выставке в Женеве признали лидером своей отрасли. За свою оригинальную разработку — фильтровальный элемент «3DESA-Фильтрпатрон» — компания получила золотую медаль.
- «Переславский технопарк» начал сотрудничать с Китаем. Китайская делегация в ходе рабочего визита в Россию посетила «Переславский технопарк». Результатом встречи стала договорённость руководителей «Переславского технопарка» и китайских предприятий о начале сотрудничества. Реализация совместных проектов намечена на 2014 год.

### 2014 год
- «Переславский технопарк» объявил об изменении стратегии. Ранее сфера деятельности «Переславского технопарка» охватывала две обширных области: развитие промышленности и инноваций, а также теплоэнергетика и снабжение горячей водой 80 % жителей Переславля-Залесского посредством собственной котельной. В результате корректировки стратегии из структуры «Переславского технопарка» были выведены котельная, службы транспортировки воды, энергоцех и иные коммунальные и энергетические подразделения, для них создана новая структура — «Переславская энергетическая компания».
- Директором «Переславского технопарка» назначена Татьяна Александровна Закурдаева.